# 韦里讷德韦尔
韦里讷德韦尔（法語：Veyrines-de-Vergt，法語發音：[veʁin də vɛʁ]，意为“韦尔的韦里讷”）是法国多尔多涅省的一个市镇，属于佩里格区。

## 地理
韦里讷德韦尔（45°0'10"N, 0°46'17"E）面积11.91 平方千米，位于法国新阿基坦大区多爾多涅省，该省份为法国西南部内陆省份，是法國本土面积第三大的省，大致对应佩里戈尔地区，北起顺时针与夏朗德省、上维埃纳省、科雷兹省、洛特省、洛特-加龙省、吉倫特省和滨海夏朗德省接壤。
与韦里讷德韦尔接壤的市镇（或旧市镇、城区）包括：萨隆、卢伊尔河-科多河谷村、圣米歇尔德维亚代。

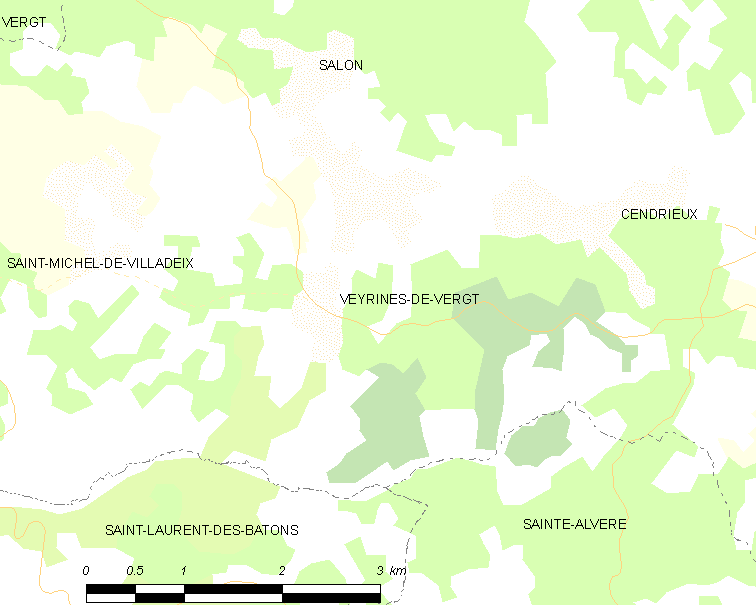
韦里讷德韦尔的OSM定位图

韦里讷德韦尔的时区为UTC+01:00、UTC+02:00（夏令时）。

## 行政
韦里讷德韦尔的邮政编码为24380，INSEE市镇编码为24576。

## 政治
韦里讷德韦尔所属的省级选区为中佩里戈尔县。

## 人口

1962-2008年间韦里讷德韦尔人口变化图示

韦里讷德韦尔于2022年1月1日时的人口数量为247人。